# Psychotherapeutische Behandlung
Die psychotherapeutische Behandlung umfasst alle Tätigkeiten des Psychotherapeuten zur Verhütung, Früherkennung und Behandlung von Psychischen Störungen. In vielen Ländern ist psychotherapeutische Behandlung eine Leistung der Sozialversicherung.

## Psychotherapeutische Behandlung in Deutschland
In Deutschland ist der Großteil psychotherapeutischer Behandlungen Teil des Leistungskataloges der gesetzlichen Krankenversicherung (GKV). Der Rechtsanspruch darauf ist in § 28 Abs. 3 SGB V gesetzlich verankert. Personen, die nicht Versicherte der Gesetzlichen Krankenversicherung sind, treten beim Psychotherapeuten in der Regel als Privatpatienten (Selbstzahler) auf. Sie haben fast immer Verträge mit privaten Krankenversicherungen, deren Vertragsgegenstand die Erstattung der Kosten der psychotherapeutischen Behandlung ist, abgeschlossen. Beihilfeberechtigte haben zudem Anspruch auf Beihilfeleistungen. In der gesetzlichen Unfallversicherung gehört die psychotherapeutische Behandlung ebenfalls zum Leistungskatalog. Zur psychotherapeutischen Behandlung zählen auch die Leistungen weiterer Personen, z. B. Angestellte des Psychotherapeuten, wenn deren Tätigkeit delegierbar und vom verantwortlichen Psychotherapeuten angeordnet und überwacht wird.
Grundsätzlich gilt in Deutschland die freie Psychotherapeutenwahl, wobei bei gesetzlich krankenversicherten Patienten die Zulassung des Psychotherapeuten als Vertragspsychotherapeut Leistungsvoraussetzung ist. Ist dies der Fall, kann die psychotherapeutische Behandlung als Sachleistung mit Hilfe der elektronischen Gesundheitskarte (eGK) in Anspruch genommen werden. Die Leistungen, die der Psychotherapeut für seinen Patienten erbracht hat, werden dann über die Kassenärztliche Vereinigung mit der zuständigen Krankenkasse abgerechnet. Leistungen, die über den Leistungskatalog der GKV hinausgehen, können nach schriftlicher Vereinbarung privat von den gesetzlich Versicherten in Anspruch genommen werden. Hierzu gehören beispielsweise sog. Individuelle Gesundheitsleistungen (IGEL).

### Leistungsumfang
Der Inhalt der vertragspsychotherapeutischen Versorgung ist in § 73 Abs. 2 SGB V gesetzlich festgelegt.
- psychotherapeutische Versorgung
- Ausstellung von Bescheinigungen und Erstellung von Berichten, die die Krankenkassen oder der Medizinische Dienst zur Durchführung ihrer gesetzlichen Aufgaben oder die Versicherten im Zusammenhang mit dem Anspruch auf Fortzahlung des Arbeitsentgelts benötigen. Dafür steht den Krankenkassen ein begrenzter Umfang an Formularen zur Verfügung, die in einer Vordruckvereinbarung vorgegeben sind.
- Verordnung von Soziotherapie, psychotherapeutischen Rehabilitationsmaßnahmen, Krankenhausbehandlungen sowie Krankentransporten.[1]

Näheres zum Inhalt der vertragspsychotherapeutischen Leistungen wird zwischen Krankenkassen und kassenärztlichen Vereinigungen vertraglich geregelt oder durch den Gemeinsamen Bundesausschuss in seinen Richtlinien nach § 92 Absatz 1 Satz 2 Nummer 6, 8 und 12 beschlossen.

### Freie Psychotherapeutenwahl
Freie Psychotherapeutenwahl bedeutet, dass sich der Patient zur Behandlung grundsätzlich an einen frei gewählten Psychotherapeuten seines Vertrauens wenden kann. Jedoch gibt das Gesetz einen Rahmen von Psychotherapeuten und psychotherapeutischen Einrichtungen vor, unter denen die Versicherten wählen können. Dies sind im Wesentlichen:
- Zugelassene Vertragspsychotherapeuten
- angestellte approbierte Psychotherapeuten in einem Medizinischen Versorgungszentrum (MVZ)

Psychotherapeuten, die nicht zu den vorgenannten Personengruppen bzw. Einrichtungen gehören, dürfen von gesetzlich Versicherten nur in eng definierten Ausnahmefällen beansprucht werden. Ein solcher Fall wäre z. B., wenn bei einem Notfall kein Vertragspsychotherapeut erreichbar wäre, oder in Wohnortnähe trotz angemessener Wartezeit kein freier Psychotherapieplatz zur Verfügung steht. Die Behandlungskosten werden hierfür auf Antrag von den Krankenkassen im sogenannten Kostenerstattungsverfahren übernommen.
Im Falle des sog. totalen Krankenhausaufnahmevertrages bezieht sich die Einwilligung des Patienten nicht auf die Behandlung eines bestimmten Psychotherapeuten. Vielmehr ist angesichts § 613 BGB jeder nach dem Dienstplan vorgesehene Psychotherapeut zur Behandlung befugt.

### Überweisungen
Im Gesundheitswesen überweist ein Psychotherapeut zu einem Arzt, wenn er eine konsiliarische Untersuchung in Auftrag gibt. Hierfür gibt der Psychotherapeut seinen Patienten einen extra dafür vorgesehenen Vordruck (Überweisungsschein).
Der Überweisungsschein ist wie die Versichertenkarte ein Nachweis, dass der betreffende Patient anspruchsberechtigt im Sachleistungsprinzip der Gesetzlichen Krankenversicherung ist. Der Überweisungsschein wird für die Abrechnung der Behandlung mit der Kassenärztlichen Vereinigung benötigt. Die Einzelheiten sind im Bundesmantelvertrag geregelt.

### Sicherstellung der psychotherapeutischen Versorgung
Um eine ausreichende, zweckmäßige wirtschaftliche und notwendige psychotherapeutische Behandlung der gesetzlich Krankenversicherten zu gewährleisten, hat der Gesetzgeber den Kassenärztlichen Vereinigungen den sogenannten Sicherstellungsauftrag übertragen. Die Kassenärztlichen Vereinigungen schließen Verträge mit den Krankenkassen bezüglich der Modalitäten und Vergütung, wobei das Fünfte Buch Sozialgesetzbuch (SGB V) den Vertragsparteien enge Grenzen setzt.
2012 waren in Deutschland ca. 22.000 kassenärztlich zugelassenen Psychotherapeuten tätig. Hinzu kommen rein privat abrechnende Psychotherapiepraxen.
2015 verteilten sich in Deutschland die kassenzugelassenen psychologischen Psychotherapiepraxen auf 20.021 Einzelpraxen, 592 Gemeinschaftspraxen und 25 gemischte ärztlich-psychologische Gemeinschaftspraxen.